# Toribio Tarrio y Bueno
Toribio Tarrio y Bueno (1848-1898) fue un periodista y escritor español.

## Biografía
Nacido el 25 de octubre de 1848 en Madrid, cultivó en su juventud la literatura dramática. En 1865 dirigió en Madrid El Porvenir del Artista, en 1866 era redactor de El Heraldo del Comercio y redactor de los periódicos clandestinos La Hoguera y el Puñal y El Relámpago. Sentenciado por un consejo de guerra, cumplió condena en los penales de Alcalá y Cartagena, hasta ser indultado en enero de 1868. Ese mismo año escribió para La Voz del Comercio y en 1870 en El Grito de Guerra. Desde entonces hasta 1874 escribió en La Honradez, La Cruz de Saboya, La Batalla, Roque y La Voluntad Nacional. Entre 1875 y 1885 dirigió en Madrid La Mina de Oro. Fue también corresponsal de periódicos de otras provincias y de las publicaciones paraguayas La Democracia y La Reforma. Fallecido el 23 de junio de 1898, estuvo casado con Isabel Ladrón de Guevara y Rymonte y con Josefa Teresa Cabestrero.